# Türkische Badminton-Mannschaftsmeisterschaft 2024
Die Türkische Badminton-Mannschaftsmeisterschaft 2024 gewann das Team von Erzincan İl Özel İdaresi ve Spor Kulübü.

## Endstand
| Platz | Team                                             | Points | Played | Won | Draw | Lost | Matches |   |     | Games |   |     | Points |   |      |
| ----- | ------------------------------------------------ | ------ | ------ | --- | ---- | ---- | ------- | - | --- | ----- | - | --- | ------ | - | ---- |
| 1     | Erzincan İl Özel İdaresi ve Spor Kulübü          | 44     | 22     | 22  | 0    | 0    | 107     | - | 47  | 218   | - | 114 | 6029   | - | 5015 |
| 2     | Erzincan Türk Telekom Spor Kulübü                | 38     | 22     | 19  | 0    | 3    | 127     | - | 27  | 261   | - | 65  | 6442   | - | 4133 |
| 3     | İstanbul Büyükşehir Belediyesi Spor Kulübü       | 38     | 22     | 19  | 0    | 3    | 124     | - | 30  | 262   | - | 72  | 6570   | - | 4560 |
| 4     | Samsun Büyükşehir Spor Kulübü                    | 30     | 22     | 15  | 0    | 7    | 104     | - | 50  | 225   | - | 120 | 6442   | - | 5572 |
| 5     | Bursa Osmangazi Spor Kulübü                      | 24     | 22     | 12  | 0    | 10   | 86      | - | 68  | 188   | - | 155 | 6006   | - | 5585 |
| 6     | Ankara Ego Spor Kulübü                           | 18     | 22     | 9   | 0    | 13   | 67      | - | 87  | 154   | - | 190 | 5833   | - | 6191 |
| 7     | Mersin Gençlik Hizmetleri Spor Kulübü            | 18     | 22     | 9   | 0    | 13   | 61      | - | 93  | 143   | - | 204 | 5664   | - | 6293 |
| 8     | Çorum Osmancık Barış Boyar Badminton Spor Kulübü | 16     | 22     | 8   | 0    | 14   | 65      | - | 89  | 151   | - | 198 | 5766   | - | 6223 |
| 9     | Ankara Gençlik Merkezleri Spor Kulübü            | 16     | 22     | 8   | 0    | 14   | 62      | - | 92  | 139   | - | 204 | 5542   | - | 6366 |
| 10    | Eskişehir DSİ Bentspor Kulübü                    | 8      | 22     | 4   | 0    | 18   | 45      | - | 109 | 109   | - | 230 | 5309   | - | 6344 |
| 11    | Samsun Akademi Spor Kulübü                       | 8      | 22     | 4   | 0    | 18   | 40      | - | 114 | 98    | - | 236 | 4805   | - | 6374 |
| 12    | İstanbul Gaziosmanpaşa Belediyesi Spor Kulübü    | 6      | 22     | 3   | 0    | 19   | 36      | - | 118 | 82    | - | 242 | 4492   | - | 6244 |